# Flerfagsordbog
En flerfagsordbog er en fagordbog, der er udarbejdet så den dækker to eller flere fagområder. En flerfagsordbogs formål er at beskrive det ordforråd, der benyttes inden for de valgte fagområder. En flerfagsordbog kan sammenlignes og kontrasteres med en enkeltfagsordbog og en delfagsordbog.
Et eksempel på en flerfagsordbog er den traditionelle erhvervsordbog, som indeholder opslagsord (lemmata) fra mange fag, fx bankvæsen, finansiering, forsikring, management og transport.

## Forskellige ulemper
Ulempen ved en flerfagsordbog er, at den skal dække termerne inden for mange forskellige fag på et begrænset område. I de fleste tilfælde er en flerfagsodebog samtidig en minimerende ordbog, der typisk indeholder mange termer fra et fåtal af de områder den dækker, mens den indeholder et begrænset antal termer fra de øvrige fagområder.
De mange forskellige fagområder gør det også svært for ordbogens forfattere at give uddybende faglige og sproglige forklaringer vedrørende alle opslagsord, og dette problem bliver forstærket i bilingvale eller polylingvale ordbøger, hvor der kan være behov for også at medtage faglige og sproglige oplysninger om ækvivalenterne.

## Relevant litteratur
- Sandro Nielsen: "Forholdet mellem alordbøger og enkeltfagsordbøger", i: R. V. Fjeld (red.): Nordiske studier i leksikografi. Nordisk forening for leksikografi 1992, 275-287.